# Lincoln, Vermont
Lincoln är en kommun (town) i Addison County i delstaten Vermont, USA. Vid folkräkningen år 2000 bodde 1 214 personer på orten. Den har enligt United States Census Bureau en area på totalt 114,0 km², varav 0,1 km² är vatten.  